# 東麥克亨利 (北達科他州)
東麥克亨利（英語：East McHenry）是位於美國北達科他州麥克亨利縣的一個未組織地區。

## 地方資料
東麥克亨利的面積為466.15平方千米，當中陸地面積為454.70平方千米，而水域面積為11.45平方千米。根據2010年美國人口普查的數據，當地共有人口86人，而人口密度為每平方千米0.18人。